# Silvina Ocampo
Pour les articles homonymes, voir Ocampo.
 (janvier 2024).
Si vous disposez d'ouvrages ou d'articles de référence ou si vous connaissez des sites web de qualité traitant du thème abordé ici, merci de compléter l'article en donnant les références utiles à sa vérifiabilité et en les liant à la section « Notes et références ».

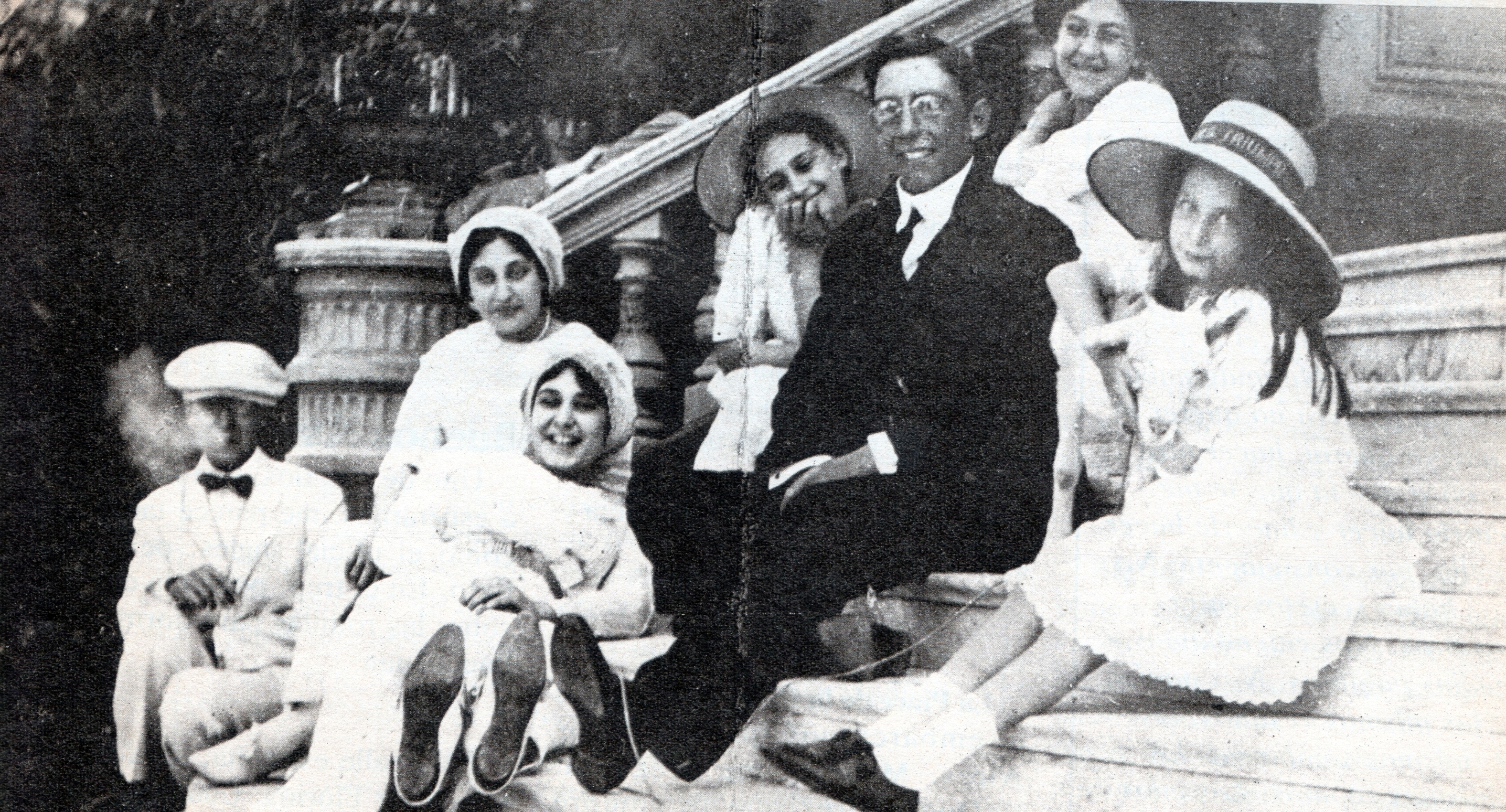
Les enfants de la famille Ocampo, dont Silvina.

Silvina Ocampo (Buenos Aires, le 28 juillet 1903 - id. le 14 décembre 1993) est une écrivaine argentine dont les domaines de prédilection sont la poésie et la nouvelle appartenant au genre du fantastique.

## Biographie
Née en Argentine en 1903, au 550 de la rue Viamonte à Buenos Aires, Silvina Ocampo est la cadette d'une famille de six sœurs et un demi-frère.
Ses parents, Manuel Ocampo et Ramona Aguirre, issus tous les deux de familles aisées de l’élite aristocratique argentine, lui offrent à l’adolescence la possibilité de poursuivre ses études à Paris. Elle accepte l’offre avec joie et entreprend de suivre des cours de dessin et de peinture sous la tutelle de Giorgio De Chirico et de Fernand Léger, artistes déjà réputés. C'est par la découverte de ce nouveau monde artistique qu'elle compose ses premiers essais littéraires.
Lorsque celle-ci termine ses études, sa sœur aînée, Victoria, femme influente et éditrice de la revue Sur, l’invite à écrire pour elle. Ainsi, pendant environ vingt-cinq ans, elle écrit pour ce magazine des articles, poèmes et nouvelles. C’est par l’entremise de Sur qu'elle se fait connaître auprès des écrivains qui deviendront plus tard célèbres, tel Jorge Luis Borges. C’est en compagnie de ce dernier qu’elle rencontre, à l’âge de 28 ans, l’homme de sa vie, Adolfo Bioy Casares, autre écrivain argentin, qu’elle épouse en 1940, et avec qui elle aura une fille, Marta.
En comparaison de ses collègues et de ses amis, Silvina Ocampo est une femme réservée qui, malgré son succès, refuse de se « médiatiser ». Sa notoriété est ainsi longtemps demeurée dans l’ombre de celles de ses acolytes. Malgré cela, elle collabore avec Borges et Casarès à deux anthologies de la littérature fantastique de l'époque, Antología de la literatura fantástica, en 1940, et Antologìa poética argentina, en 1941.
Ses domaines de prédilection restent, malgré la parution de ces deux anthologies, la poésie et l’écriture de nouvelles.
Dans sa carrière d’écrivaine, elle publie sept recueils de nouvelles entre 1937 et 1988 et traduit une bonne vingtaine d’œuvres de ses auteurs favoris, tel Edgar Allan Poe. On compte parmi ses ouvrages les plus marquants Los que aman odian (roman policier, écrit en collaboration avec Adolfo Bioy Casares) en 1946, Autobiografía de Irene  (recueil de nouvelles) en 1948, Los nombres (poèmes) en 1953 et La furia y otros cuentos (recueil de nouvelles) en 1959.
Silvina Ocampo s’éteint à son domicile en 1993.

### Récompenses
Silvina Ocampo a reçu un grand nombre de prix tout au long de sa carrière.
- 1953 : deuxième prix de la compétition nationale de poésie d’Argentine pour son recueil Los nombres
- 1962 : premier prix de la compétition nationale de poésie d’Argentine pour son poème Lo amargo por dulce
- 1988 : prix du Premio Club de los XIII pour Cornelia frente al espejo
- « Gold Pen » décerné par le PEN club

## Œuvres
- Faits divers de la Terre et du Ciel (en espagnol : El Destino en la ventanas), trad. de Françoise Rosset, préface de Jorge Luis Borges, introduction d'Italo Calvino, Paris, Éditions Gallimard, coll. « Du monde entier », 1974, 280 p.  (ISBN 2-07-028917-6) ; réunit vingt-cinq nouvelles tirées de trois recueils différents :
  - Autobiografía de Irene (contes), Buenos Aires, Sur, 1948
  - La furia (contes fantastiques), Buenos Aires, Sur, 1959. Réédition, Orión, 1976
  - Las invitadas (contes), Buenos Aires, Losada, 1961. Réédition, Orión, 1979
- Ceux qui aiment haïssent, avec Adolfo Bioy Casares, [« Los que aman, odian »], trad. de André Gabastou, Paris, Éditions Christian Bourgois, coll. « Du monde entier », 1989, 148 p.  (ISBN 2-267-00629-4)
- La Tour sans fin, [« La torre sin fin »], trad. de Pierre Frémont, Toulouse, France, Éditions Milan, coll. « Zanzibar », 1992, 84 p.  (ISBN 2-86726-835-4)
- Mémoires secrètes d'une poupée, [« Y así sucesivamente »], trad. de Françoise Rosset, Paris, Éditions Gallimard, coll. « L'Imaginaire », 2012, 248 p.  (ISBN 978-2-07-013859-3)
- La Promesse, trad. d'Anne Picard, avant-propos d'Ernesto Montequin, éditions Des femmes-Antoinette Fouque, 2017
- La Promesse (audiolivre),  texte lu par Florence Delay, trad. d'Anne Picard, Bibliothèque des voix, éditions Des femmes-Antoinette Fouque, 2018
- Sentinelles de la nuit, trad. d'Anne Picard, avant-propos d'Ernesto Montequin, éditions Des femmes-Antoinette Fouque, 2018
- Inventions du souvenir, trad. d'Anne Picard, éd. d'Ernesto Montequin, éditions Des femmes-Antoinette Fouque, 2021
- Les Répétitions et autres nouvelles inédites, trad. d'Anne Picard, éditions Des femmes-Antoinette Fouque, 2023.
- Voyage oublié, trad. d'Anne Picard, éditions Des femmes-Antoinette Fouque, 2025.